# 68-71
68-71 è una raccolta dei Van der Graaf Generator pubblicata nel 1972 da Charisma Records in formato LP.

## Tracce
1. Afterwards – 4:53
2. The Boat Of Milions Of Years – 3:30
3. Whatever Would Robert Have Said? – 7:00
4. Lost – 11:00
5. Necromancer – 3:30
6. Refugees – 6:00
7. Darkness (11/11) – 7:40
8. Killer – 8:43

## Formazione
- Peter Hammill: Voce, chitarra, pianoforte
- Hugh Banton: Tastiere, voce di supporto
- Keith Ellis: Basso elettrico
- Guy Evans: Batteria
- Nic Potter: Basso elettrico
- David Jackson: Sassofono, flauto, voce di supporto